# Ittzés Mihály
Ittzés Mihály (Sárkeresztúr, 1938. október 8. – Kecskemét, 2018. június 12.) zenepedagógus.

## Életpályája
1938. október 8-án született Sárkeresztúron. 1963-ban szerzett diplomát a Liszt Ferenc Zeneakadémia énektanár és karvezetés szakán. 1963-1970 között a győri Zeneművészeti Szakközépiskolában tanított szolfézst és elméleti tárgyakat, és több évig vezette az iskola növendékzenekarát is. 1970-ben a kecskeméti Kodály Iskola tanára és kórusvezetője lett. 1973-tól, Kodály Intézet megalakulásától volt az intézet tanára, valamint a könyvtár vezetője, szervezője és oktatója a Nemzetközi Kodály Szemináriumoknak. 1980-tól 2001-ig volt az Intézet igazgatóhelyettese, közben 1991 és 1993 között megbízott igazgatója. 2001-től haláláig részfoglalkozású kutatóként és oktatóként dolgozott tovább.
1966-ban vette feleségül Kövendi Katát. Házasságukból három gyermekük született: Tamás (1967), Gergely (1969) és Ádám (1977)

## Munkássága
Pótolhatatlan munkát végzett az ének-zene tanárok képzésében és továbbképzésében. Szakértelmét számos civil szerveződés felhasználta. A Kodály Fesztivál szakmai kidolgozója volt. Nemzetközi zenei tanfolyamokon, konferenciákon, szimpóziumokon rendszeresen oktatott, előadásokat tartott. 
Fő kutatási területe volt Kodály Zoltán élete és munkássága, de foglalkozott a magyar zenetörténet más kérdéseivel is. Több írása jelent meg Liszt Ferencről és 20. századi zeneszerzőkről. 2009-ben Bárdos Lajosról írt kismonográfiát. Tanulmányainak válogatott kötete 22 zenei írás címen 2000-ben jelent meg, 2002-ben pedig Zoltán Kodály, In Retrospect címen zenetudományi doktori disszertációja, melyet a Jyväskylä-i Egyetemen (Finnország) védett meg.
Kecskeméten érte a halál 2018. június 12-én.

## Fontosabb tudományos tagságai
- Magyar Kodály Társaság (társelnök: 2007-2012, elnök: 2012. májusától)
- Nemzetközi Kodály Társaság (alelnök: 1993-2001)
- A Nemzeti Kulturális Alapprogram Zenei Szakmai Kollégiuma tagja 2001. jan.1-től, a kollégium elnöke: 2003-2005
- Magyar Művészeti Akadémia tagja (2012 decemberétől)

## Elismerései
- Apáczai Csere János-díj (1988)
- Kodály Intézetért Díj (1992)
- A Magyar Köztársasági Érdemrend kiskeresztje pedagógusnap alkalmából (1998)
- Kecskemét Felsőoktatásáért és Tudományos Életéért Díj (1998)
- Kodály Zoltán-díj (2001)
- Kodály Intézetért Díj (2007)
- Kóta-díj zeneszerző és zeneíró kategória (2009)
- Szabolcsi Bence-díj (2011)

## Fontosabb munkái
- Kodály Zoltán énekgyakorlatai (1970, angol nyelven is)
- Ének-zene tankönyv az óvónői szakközépiskolák számára, I-IV. (Róbert Gáborral, 1974-1994, átdolgozással, több kiadásban)
- Ady-Kodály Emléknapok (1979)
- A zenei nevelés helyzete Magyarországon (1981)
- Molnár Anna, Annie Miller (1986)
- Ének-zene: Készségfejlesztés és alapfokú zeneelmélet óvodapedagógus-jelöltek számára (Róbert Gáborral, 1989)
- Ének-zene: Óvó- és tanítóképző főiskolák (Róbert Gáborral, 1994)
- A múlt csak példa legyen: a magyar történelem Kodály Zoltán műveiben (1996)
- Zoltán Kodály, in retrospect (2002)
- Kodály (2008)
- Bárdos Lajos (2009)